# Celle Ligure
Celle Ligure là một đô thị ở tỉnh Savona ở vùng Liguria của Ý, có khoảng cách khoảng 30 km về phía tây của Genoa và khoảng 8 km về phía đông bắc của Savona. Tại thời điểm ngày 31 tháng 12 năm 2004, đô thị này có dân số 5.443 người và diện tích là 9,6 km².
Celle Ligure giáp các đô thị: Albisola Superiore, Stella, và Varazze.